# Dys4ia
Dys4ia (pronunciado disforia) es un videojuego abstracto y autobiográfico de Adobe Flash que Anna Anthropy, entonces conocida como Auntie Pixelante, desarrolló para contar sus experiencias de disforia de género y terapia de reemplazo hormonal. El juego se publicó originalmente en Newgrounds, pero luego fue eliminado por Anthropy. En 2023, lo volvió a publicar en itch.io.

## Trama
Al abordar las "frustraciones" de la transición, en particular la toma de estrógeno, el juego documenta un período de seis meses de su tratamiento a través de una sucesión de minijuegos que reflejan la política de género, la identidad y el desarrollo personal.  Mientras discutía el concepto con Penny Arcade Report, Anna Anthropy comentó: "Esta era una historia sobre la frustración. ¿De qué otra forma se queja la gente tanto de estar frustrada? Un videojuego te permite establecer objetivos para el jugador y hacer que no los alcance. Un lector no puede fallar en un libro. Es un nivel de empatía completamente diferente".

## Recepción
Después de debutar en una convención de juegos de arte en Toronto entre el 21 y el 23 de febrero de 2012, Dys4ia apareció posteriormente en el sitio web de redes sociales Newgrounds el 9 de marzo de 2012 y logró el primer lugar en la categoría "Función diaria". Dys4ia recibió elogios de diversas fuentes por capacidad para comunicar un tema desafiante. Will Freeman, escribiendo para The Guardian comentó que Dys4ia ofrecía "una visión conmovedora e ingeniosa de una experiencia que muchos tal vez nunca consideren en detalle". En respuesta a la mecánica de Dys4ia, Freeman sugirió que el juego "hace mucho para demostrar el poder de los juegos para comunicar conceptos complejos a través de interacciones lúdicas".  En el blog de juegos británico Rock, Paper, Shotgun, el periodista Adam Smith encontró el contenido "incómodo" e inherentemente privado, pero sin embargo "informativo y conmovedor". En cuanto a los méritos artísticos de Dys4ia, Smith comentó que las limitadas imágenes eran "comunicadores efectivos de una incomodidad extrema" y que la banda sonora de Liz Ryerson para el juego merecía una mención especial.